# Sayo Shiota
Sayo Shiota (født 21. marts 1989) er en kvindelig håndboldspiller fra Japan. Hun spiller på Japans kvindehåndboldlandshold, og deltog under VM 2019 i Japan.